# برفقة الضواري

الغلاف الأصلي لسلسلة برفقة الضواري

برفقة حيوانات ما قبل التاريخ (بالإنجليزية: Walking with beasts)‏ برنامج بريطاني من إنتاج البي بي سي لعام 2001 من 6 حلقات, سبقه برنامج برفقة الديناصورات وتلاه برفقة الوحوش ,قدمه كينيث برنارغ وأخرجه تيم هانز.

## فجر جديد
تحكي الحلقة قصة يوم في غابة إيوسينية غامضة في ألمانيا , تخرج أنثى ليبتيكتيديوم لمحاولة الصيد فجرا , لكن أحد طيور الغاستورنيس اللاحمة يعترضها فجاة وتفشل محاولتها الأولى في الصيد، ثم تدخل أبنائها لجحرها كي تحاول أن تصطاد, وبعد صيد عدة فرائس ’ تتفاجئ عند الضفة بوجود الأمبيلوسيتوس (أحد أنواع الحيتان القديمة) فتنهي بذلك صيدها الصباحي , يحاول الأمبيلوسيتوس صيد بروباليثيريوم ,تنافس إحدى إناث طيور الغستورنيس آخرى لكن للأسف ’ حين كانت الأنثى تصطاد ’ مجموعة من النمل العملاق يهاجم فرخها ويقتله, تكتشف الغاستورنيس ذلك وقت الغروب, تغذت لليبتكتيديوم اليوم جيدا, الأمبيلوسيتوس يصطاد اخيرا في الليل, بينما مجموعة من قردة الغودنوشا تجتمع ليلا , يحدث زلزال يخرج غاز ثاني أكسيد الكربون فتموت جميع حيوانات الغابة عدا الليبتكتيديوم, يموت كذلك الأمبيلوسيتوس ويتطور . يتبع الحلقة التالية.

## وصلات خارجية
- برفقة الضواري على موقع IMDb (الإنجليزية)
- برفقة الضواري على موقع قاعدة بيانات الأفلام العربية
- برفقة الضواري على موقع Turner Classic Movies (الإنجليزية)
- برفقة الضواري على موقع فيلمافينيتي (الإسبانية)
- برفقة الضواري على موقع ليتربوكسد (الإنجليزية)
- برفقة الضواري على موقع كينوبويسك (الروسية)
- برفقة الضواري على موقع قاعدة بيانات الفيلم (الإنجليزية)